# Krisjānis Kundziņš
Krisjānis Kundziņš (ur. 19 marca 1905 w Rydze, zm. 23 lutego 1993 tamże) – łotewski zapaśnik walczący w stylu klasycznym. Olimpijczyk z Berlina 1936, gdzie zajął piąte miejsce w wadze piórkowej.

## Letnie Igrzyska Olimpijskie 1936
| Konkurencja | Rundy eliminacyjne          | Rundy eliminacyjne       | Rundy eliminacyjne     | Rundy eliminacyjne | Rundy eliminacyjne  | Klas. końcowa |
| Konkurencja | Przeciwnik I                | Przeciwnik II            | Przeciwnik III         | Przeciwnik IV      | Przeciwnik V        | Miejsce       |
| ----------- | --------------------------- | ------------------------ | ---------------------- | ------------------ | ------------------- | ------------- |
| 61 kg       | August Scherpenisse (BEL) Z | Valentino Borgia (ITA) P | Nikolaos Biris (GRE) Z | wolny los Z        | Yaşar Erkan (TUR) P | 5.            |